# Andrés de Cianca
Andrés de Cianca (Peñafiel, Corona de Castilla, ca. 1513 – Lima, Virreinato del Perú, 11 de abril de 1553) fue un abogado y político español, que presidió dos veces la audiencia gobernadora de Lima, a la espera del virrey enviado por la Corona española, desde 1550 a 1551 y de 1552 hasta 1553. 

## Biografía
Estudió en el Colegio Mayor de San Bartolomé de la Universidad de Salamanca, y en ella se graduó de licenciado en Leyes. Nombrado oidor de la Real Audiencia de Lima (16 de febrero de 1546), viajó al Perú en compañía del licenciado Pedro de la Gasca y a su lado hizo la larga campaña contra el rebelde Gonzalo Pizarro. Sirvió alguna vez de proveedor, pues en el campamento de Vilca, según refiere Gómara, repartió las raciones al ejército en momentos de escasez de víveres.
En la batalla de Jaquijahuana del 9 de abril de 1548, mandó una compañía de caballería en el ala derecha del ejército real: en esos tiempos los letrados solían desempeñar cargos militares y combatir. Integró enseguida la junta que condenó a muerte a Gonzalo y a su lugarteniente Francisco de Carvajal. Pasó luego a Cuzco y, ejerciendo funciones de Justicia Mayor, gobernó allí autoritariamente. Su vida estuvo en peligro por el descontento que provocó entre los colonos su ordenación de los repartimientos; pero hizo ahorcar al revoltoso Juan de Estrada y dispuso el destierro de otros, y la paz quedó restablecida. 
Cumplida su misión, retornó a Lima, donde se sumó a la Real Audiencia en su calidad de oidor decano. En tal virtud asumió la presidencia de la misma y se encargó del gobierno en dos oportunidades: 
- Desde el alejamiento de La Gasca (6 de enero de 1550) hasta la llegada del II virrey Antonio de Mendoza (14 de septiembre de 1551); y
- Desde la muerte de dicho Virrey (21 de julio de 1552) hasta su propio fallecimiento (11 de abril de 1553).

## Gobierno de la Audiencia de Lima
Durante los dos períodos que le tocó presidir la Audiencia Gobernadora ocurrieron muchos sucesos importantes.

### Primer período (1550-1551)
En 1550 la Audiencia estaba integrada, además de Cianca, por Melchor Bravo de Saravia, Hernando de Santillán y Pedro Maldonado, quien murió a principios de ese año. A excepción de Cianca, todos eran recién llegados y desconocían el Perú, tanto el territorio como a sus habitantes.
Durante esta primera fase de su gestión ocurrió el primer motín de Francisco Hernández Girón. Este personaje, descontento con la encomienda que le había otorgado La Gasca, pues le parecía poco premio a sus servicios, alborotó la ciudad del Cuzco. Fue apresado y enviado a Lima. Para apaciguarle, los oidores le concedieron el mando de la expedición o “entrada” al país de los Chunchos, la región selvática al este del Cuzco (20 de enero de 1550).
Hernández Girón retornó al Cuzco para preparar la expedición pero entonces tuvo un enfrentamiento con el corregidor Juan de Saavedra y terminó encarcelado, acusado de traición. Estuvo cerca de ser ejecutado, pero fue enviado nuevamente a Lima (28 de junio). Los oidores lo absolvieron y lo dejaron libre. Grave error, si se tiene en cuenta que tres años después dicho caudillo encabezaría una gran rebelión, como más adelante veremos.
En 1551, nuevamente en el Cuzco, se produjo otra revuelta, esta vez encabezada por los hidalgos Francisco de Miranda, Alonso de Barrionuevo y Alonso Hernández Melgarejo. La Audiencia envió entonces al Cuzco al mariscal Alonso de Alvarado, investido con el oficio de Corregidor y Justicia Mayor. Este entró en la ciudad imperial el 3 de diciembre de 1551, ocasionando la fuga de la mayor parte de los revoltosos. No obstante, ajustició a los tres nombrados cabecillas, desterró del Perú a otros y envió preso a alguno.
Ya por entonces el nuevo virrey del Perú Antonio de Mendoza había hecho su entrada en Lima (12 de septiembre de 1551). Con él vino el licenciado Diego González Altamirano, nombrado oidor en reemplazo del fallecido Pedro Maldonado. Dicho virrey, ya anciano y achacoso, dejó el poder en manos de los Oidores de la Audiencia. 
El Virrey trajo una Real Cédula confirmatoria de la que se había enviado antes a La Gasca, pero que este había juzgado prudente no aplicarla a fin de evitar revueltas: por ella se abolía el servicio personal de los indios. Ocurría que los encomenderos aprovechaban abusivamente la mano de obra gratuita de los indígenas para beneficiar sus minas y haciendas y tener servicio doméstico en sus grandes casas, por lo que se entiende que la orden real estaba inspirada por un noble propósito. Influenciados por el recién llegado oidor Altamirano, Cianca y sus colegas de la Audiencia decidieron no posponer más la aplicación de dicha medida y el 23 de junio de 1552 expidieron una provisión mandando abolir el trabajo no remunerado de los nativos.
Dicha medida provocó, como era de esperar, la furiosa protesta de los encomenderos. Se descubrió en Lima un plan de conspiración para apresar a los oidores y enviarlos a España luego que falleciese el virrey, que se hallaba muy enfermo y al borde de la muerte. Se sindicó como cabecilla del complot al general Pedro de Hinojosa, mas este caudillo supo congraciarse a tiempo con los oidores y quien fue ajusticiado fue su lugarteniente Luis de Vargas. Hinojosa fue enviado a Charcas (Alto Perú) como corregidor y justicia mayor.

### Segundo período (1552-1553)
El virrey Antonio de Mendoza murió el 21 de julio de 1552 y una vez más la real audiencia, presidida por Cianca, asumió efectivamente el gobierno del país. En el sur continuaron los conatos de rebeldía. Muchos descontentos que residían en el Cuzco pasaron a Charcas donde se reunieron en torno a Sebastián de Castilla. Allí se sublevaron y asesinaron al corregidor Pedro de Hinojosa, el 6 de marzo de 1553. Pero luego se alzó el soldado Vasco de Godínez, quien asesinó a Castilla y asumió la conducción del movimiento, hasta que la llegada de las tropas de la audiencia bajo el mando del mariscal Alonso de Alvarado puso fin a la rebelión. 
Para entonces ya había fallecido Cianca y le sucedió en la presidencia de la audiencia el decano oidor Melchor Bravo de Saravia. A este le correspondió enfrentar la más grave de todas las rebeliones de encomenderos descontentos: la del ya mencionado Francisco Hernández Girón, que estalló en el Cuzco el 12 de noviembre de 1553 y que fue derrotada al año siguiente. A Bravo de Saravia le tocó finalmente entregar el poder en 1556 al III Virrey del Perú, Andrés Hurtado de Mendoza, marqués de Cañete. 
La audiencia gobernó pues efectivamente al Perú entre 1550 y 1556, teniendo en cuenta que el II virrey Antonio de Mendoza, al estar ya muy viejo y enfermo, tuvo que delegar las funciones de gobierno en ella.